# Георги Софийски Нови
Вижте пояснителната страница за други личности с името Свети Георги.
Георги Нови Софийски, познат и като Георги Софийски и Кратовски, е български новомъченик, един от деветимата софийски светци.

## Биография
Основният източник за Георги Софийски Нови е неговото житие от поп Пейо Софийски, негов съвременник и участник в събитията от живота му.
Георги е роден през 1496 или 1497 година в град Кратово, Османската империя, и се занимава със златарство. Семейството му е било богато, но той отрано става сирак. Премества се на работа в София. Намира подслон при поп Пейо и продължава да практикува занаята си.
Според житието му, Георги е надарен с физическа красота, което става причина местните мюсюлмани да се опитват да го привлекат към исляма. Изправен е пред публичен съд, където мюсюлманите се опитват да то склонят към вероотстъпничество с обиди, заплахи и предложения за подкупи, но не постигат успех. Макар и затворен и измъчван, той се среща често с поп Пейо, който го увещава да упорства във вярата си. Накрая той е публично изгорен на клада на 11 февруари 1515 година.
Съгласно житието, и след изгарянето, тялото на Георги остава цяло. Това предизвиква изумлението на съдията, който разрешава то да бъде погребано в градската катедрала „Света Марина“.
Скоро след това Георги е канонизиран, а Църквата отбелязва паметта му на 11 февруари.
При условията на османското владичество богослужебното и домашното почитане на Георги Нови Софийски е поддържано главно от устните предания и службите на руските литургически книги пролози и минеи. Култът към новомъченика получава силен тласък през 1855 година, когато Никола Карастоянов отпечатва в Самоков книжката „Служба с житием и страданием светаго великомученика Георгиа Новаго“. Освен това светецът е изобразен върху десетки произведения на изкуството. Най-ранното му сигурно изображение датира от 1536 година и се намира в светогорския хилендарски скит Моливоклисия. То е рисувано от анонимен български зограф и е придружено от кирилски надпис. През 1865 година в село Самунджиево (днес Ботевград) е построен параклис с патрон този мъченик.